# Casa de Dadiani
La Casa de Dadiani (en georgiano: დადიანი) fueron una familia noble de duques y príncipes de Mingrelia, situada en la actual Georgia. 

## Historia
El nombre Dadian menciona por primera vez en 1046, y se referiría a descendientes de Dadi, un miembro de la casa de Vardanisdze. Según fuentes escritas, el primer representante de esta familia fue Ioane (Juan) Dadiani, quien se menciona en el manuscrito Matiane Kartli, datado en 1046.
Nombrados eristavi (duque) de Odishi (Samegrelo o Mingrelia) en recompensa por sus servicios militares, la familia llegó a ser la más poderosa de Georgia occidental hacia 1280, al mismo tiempo ramas de los Dadiani gobernaban en Svanetia y Guria. En 1542, León I Dadiani, mtavari (príncipe hereditario) de Mingrelia, se erigió de facto como soberano independiente. Uno de sus descendientes, León IV Dadiani, tuvo que abdicar en 1691 y entonces sus parientes, los Chikovani (en georgiano: ჩიქოვანი), heredaron el título de príncipes de Mingrelia y el apellido Dadiani. Katsia Chikovani fue el primero de ellos, que ascendió como Katsia I Dadiani. Poco a poco, Dadiani, junto con el título de príncipe de Odisha, se convirtió en el apellido de los descendientes de Bezhan I Dadiani, hijo de Jorge IV Dadiani.
Aceptaron la soberanía rusa en 1802 y fueron elevados al título de príncipes imperiales (en ruso: Дадиани, romanizado: Dadiani) disfrutando de notable independencia en los asuntos internos del principado. Nicolás I Dadiani, último príncipe de Mingrelia, fue depuesto y el principado anexionado a Rusia el 4 de enero de 1857. El príncipe Nicolás I Dadiani renunció oficialmente a sus derechos al trono el 4 de enero de 1867. Su apellido rusificado tras abdicar se convirtió en Dadian-Mingrelski (en ruso: Дадиан-Мингрельский, romanizado: Dadian-Mingrelshkyý, lit. 'Dadiani de Mingrelia').

## Duques y Príncipes de Mingrelia
- Vardan I Dadiani (1180-1190)
- Shergil Dadiani (1220 y 1240)
- Vardan II Dadiani (1240 y 1250)
- Tsotne Dadiani (1260s)
- Bedan Dadiani (1270 y 1290)
- Jorge I Dadiani (1293 y 1323)
- Mamia I Dadiani (1323-1345)
- Jorge II Dadiani (1345-1384)
- Vameq I Dadiani (1384-1396)
- Mamia II Dadiani (1396-1414)
- Liparit I Dadiani (1414-1470)
- Shamandavle Dadiani (1470-1473)
- Vameq II Dadiani (1474-1482)
- Liparit II Dadiani (1482-1512)
- Mamia III Dadiani (1512-1533)
- León I Dadiani (1533-1546)

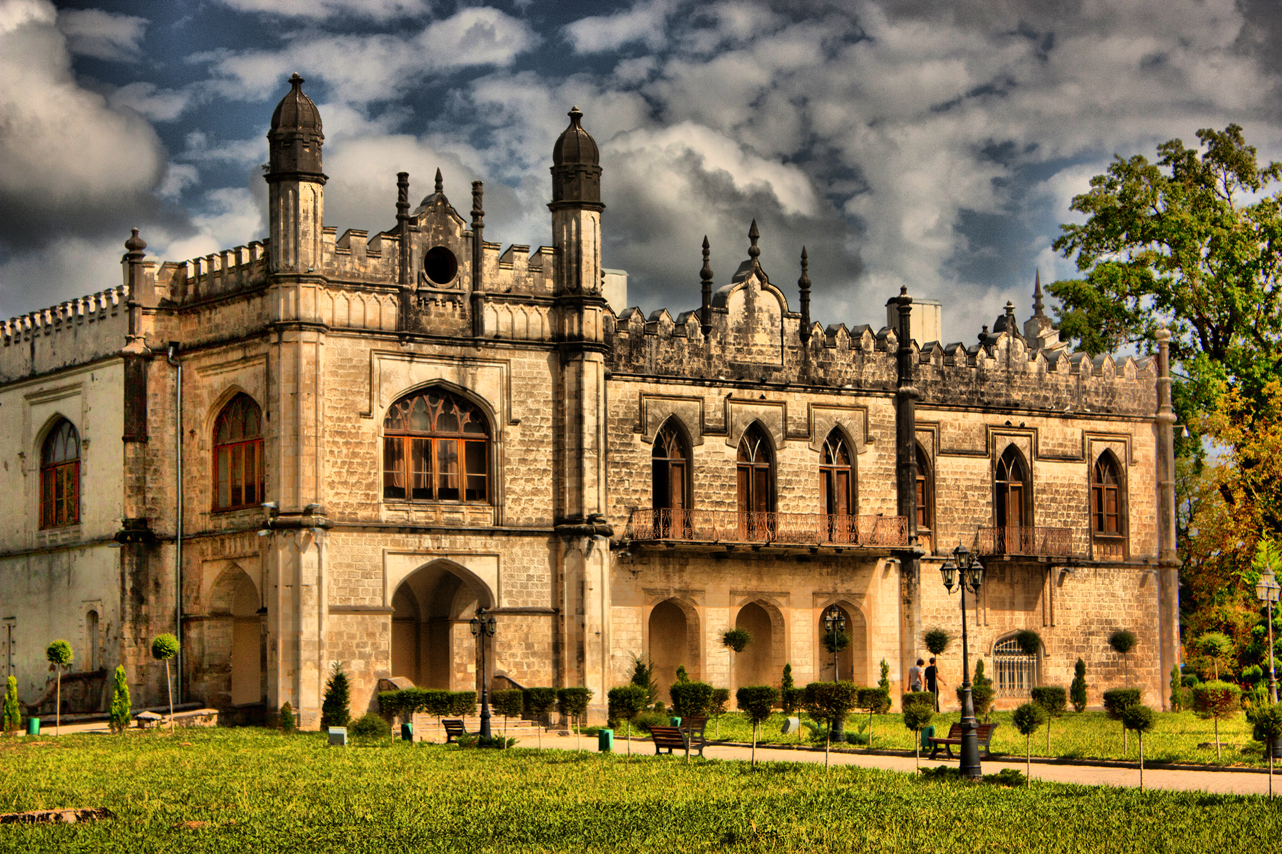
Palacio-museo de los Dadiani en Zugdidi.

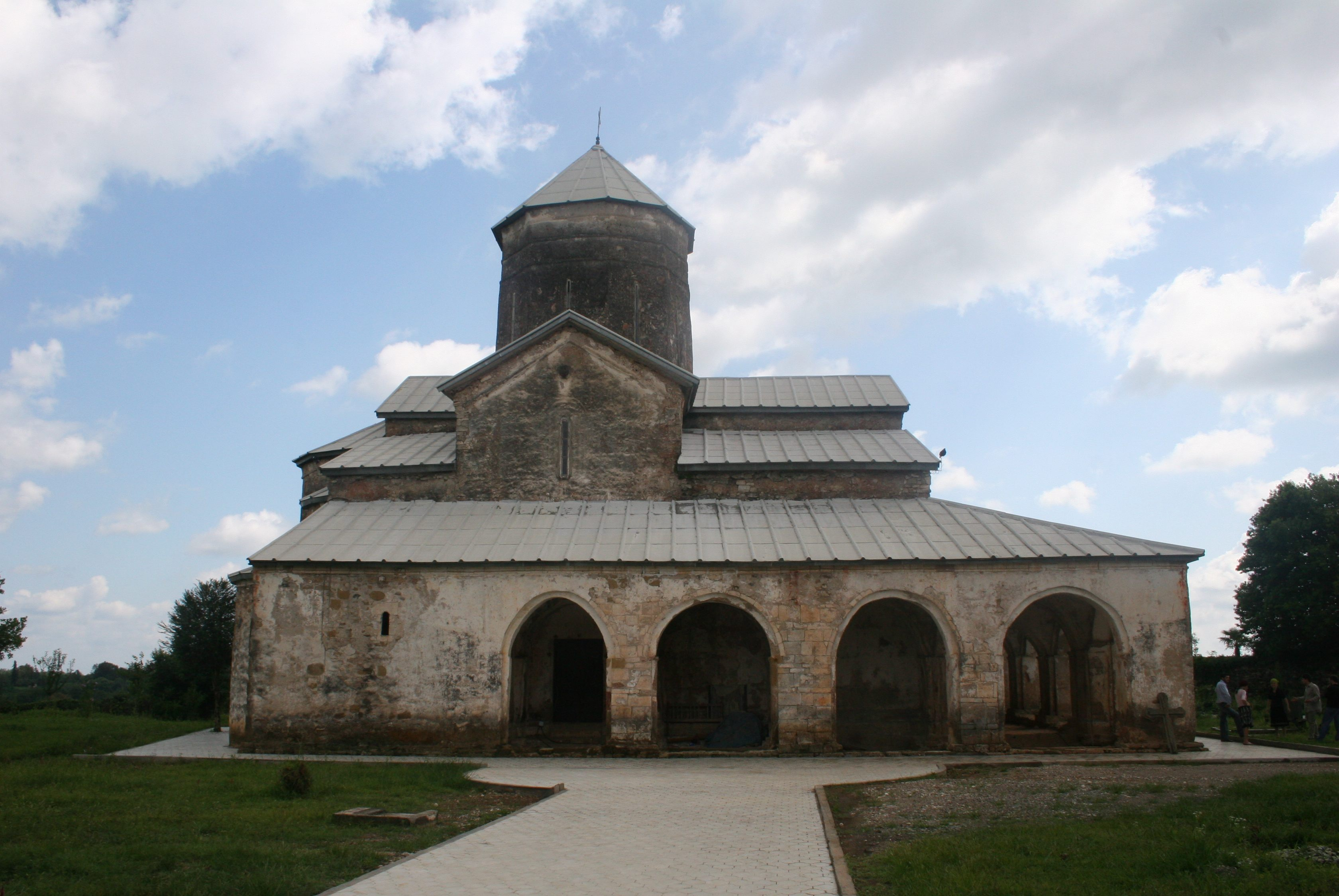
Catedral de Tsalendshija que contiene las capillas dinásticas Dadiani.

- Jorge III Dadiani (1546-1573, 1574-1582)
- Mamia IV Dadiani (1574, 1582-1590)
- Manuchar I Dadiani (1590-1611)
- León II Dadiani (1611-1657)
- Liparit III Dadiani (1657-1658)
- Vameq III Dadiani (1658-1661)
- León III Dadiani (1661-1681)
- León IV Dadiani (1681-1691)
- Jorge IV Dadiani (Lipartiani) (1700-1704, 1710-1714)
- Katsia I Dadiani (1704-1710)
- Bezhan I Dadiani (1714-1728)
- Otia I Dadiani (1728-1758)
- Katsia II Dadiani (1758-1788)
- Grigol I Dadiani (1788-1791, 1794-1802, 1802-1804)
- Manuchar II Dadiani (1791-1793)
- Tariel Dadiani (1793-1794, 1802)
- León V Dadiani (1804-1840)
- David I Dadiani (1840-1853)
- Nicolás I Dadiani (1853-1857)

### Pretendientes
- Nicolás I Dadiani (1857–1903)
- Nicolás II Dadiani (1903–1919)
- Shalva Dadiani (1919–1959)
- Archil Dadiani (1959–1976)
- Nicolás III Dadiani (1976–hoy)

## Otros miembros de importancia
- León II Dadiani (1597-1657), gobernante del Principado de Mingrelia
- Mariam Dadiani, princesa del siglo XVII.
- Darejan Dadiani (1738-1807), tercera esposa del rey Heraclio II, rey de Georgia
- Constantine Dadiani, un poeta del siglo XIX y general del ejército ruso.
- Andria Dadiani (1850-1910), jugador de ajedrez y patrón del torneo.
- Catalina Dadiani (1816-1882), princesa regente de Mingrelia.
- Salomé Dadiani (1848-1913), mujer del príncipe Achille Murat (hijo de Lucien, tercer príncipe de Murat).
- Shalva Dadiani (1874-1959), prominente escritor y dramaturgo.
- Eleesa Dadiani (1988), propietario de una galería de arte.